# 埃特雷勒
埃特雷勒（法語：Étrelles，法語發音：[etʁɛl]）是法国伊勒-维莱讷省的一个市镇，位于该省东部偏南，属于富热尔-维特雷区。

## 地理
埃特雷勒（48°3'37"N, 1°11'37"W）面积27.17 平方千米，位于法国布列塔尼大區伊勒-维莱讷省，该省份为法国西北部沿海省份，位于布列塔尼半岛东部，北濒大西洋，西接阿摩尔滨海省和莫尔比昂省，南至大西洋卢瓦尔省，西南端接曼恩-卢瓦尔省，东临马耶讷省，东北与芒什省接壤。
与埃特雷勒接壤的市镇（或旧市镇、城区）包括：阿让特雷迪普莱西、多马兰、波塞莱布瓦、圣欧班德朗德、托尔塞、韦尔热阿勒、维特雷、埃尔布雷。

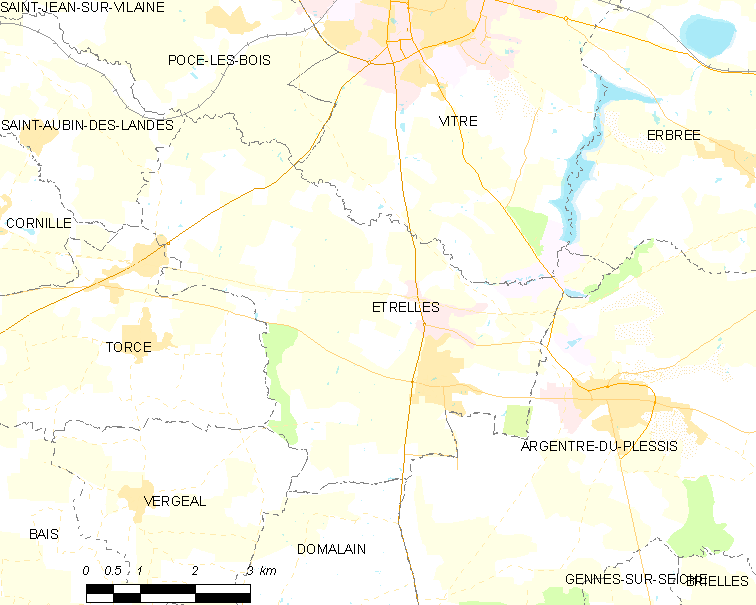
埃特雷勒的OSM定位图

埃特雷勒的时区为UTC+01:00、UTC+02:00（夏令时）。

## 行政
埃特雷勒的邮政编码为35370，INSEE市镇编码为35109。

## 政治
埃特雷勒所属的省级选区为布列塔尼地区拉盖尔什县。

## 人口

1962-2008年间埃特雷勒人口变化图示

埃特雷勒于2022年1月1日时的人口数量为2670人。